# PHASE 3
「PHASE 3」（フェイズ スリー）は、日本のヒップホップユニットTHA BLUE HERBの5枚目のシングルである。2007年3月21日発売。発売元はTHA BLUE HERB RECORDINGS。

## 概要
- 前作から1年6ヶ月となるシングル。
- 同年3月23日にアナログ盤が発売。

## 収録曲

### CD
1. PHASE 3
作詞：ILL-BOSSTINO、作曲：O.N.O
2. C2C4
作詞：ILL-BOSSTINO、作曲：O.N.O

### 12"EP
1. PHASE 3
2. PHASE 3 (INST.)
3. C2C4
4. C2C4 (INST.)